# 투아스크레센트역

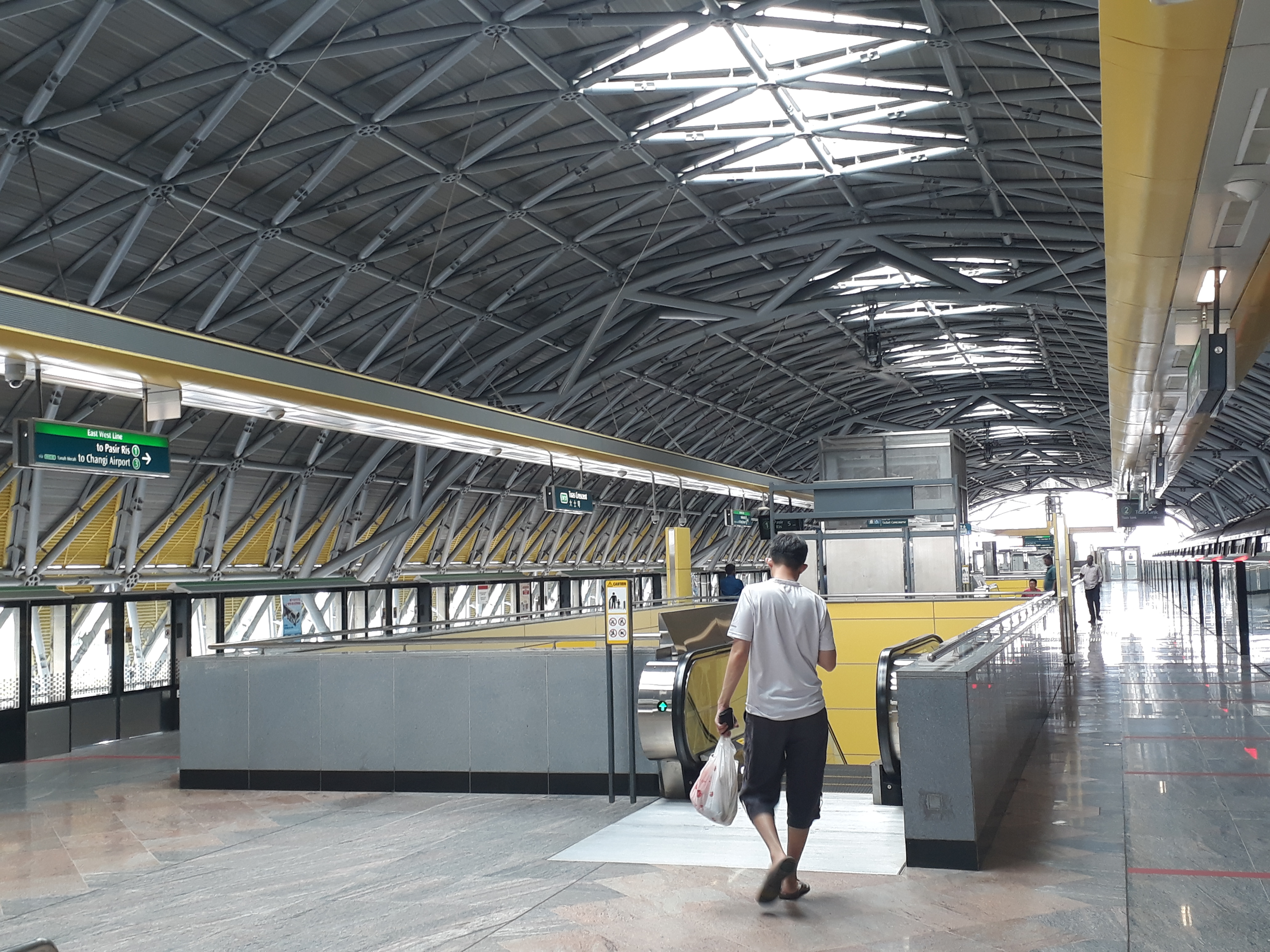

투아스크레센트역(Tuas Crescent MRT station)은 싱가포르 투아스의 이스트웨스트선을 따라 있는 지상 MRT(Mass Rapid Transit) 역이다. 이 역의 이름은 인근 도로의 이름을 따서 명명되었다.

## 역사
2011년 1월 11일 레이몬드 림(Raymond Lim) 당시 교통부 장관이 베독을 방문하는 동안 새로운 플랫폼 스크린 도어가 열렸을 때 연설에서 처음 발표되었다. 이 공사는 2016년까지 완료될 예정이며 매일 약 100,000명의 통근자들이 혜택을 받을 것으로 예상된다.
리안허 자오바오에 따르면, 이 역과 이를 연결하는 선로는 싱가포르 열차 서비스 역사상 최초로 차량 고가교 중앙에 건설되었다.
105개의 계단으로 모든 역에서 가장 긴 계단을 보유하고 있으며, 싱가포르 철도망에서 가장 긴 에스컬레이터인 17.5m를 보유하고 있다.
새로운 신호 시스템 설치를 위해 역 개통이 2016년에서 2017년 2분기로 연기되었다. 2017년 6월 18일에 영업을 시작했다.
걸서클역과 투아스링크역 사이의 역은 주쿤역과 걸서클역 사이에 충돌 사고가 발생한 후 2017년 11월 16일부터 19일까지 임시 폐쇄되었다. 2017년 11월 20일, 걸서클에서 투아스링크까지의 열차 서비스가 재개되었다. 그러나 주쿤과 걸서클 사이의 열차 운행은 신호 장치에 대한 유지 관리 작업을 용이하게 하기 위해 2018년 중반까지 중단되었다.